# ヨーロッパキダイ
ヨーロッパキダイ（学名：Dentex dentex）は、タイ科に分類される魚類の一種。北東大西洋と地中海に分布する。食用として非常に価値が高く、漁業の重要な対象種であるが、個体数が大幅に減少しているため、国際自然保護連合のレッドリストでは危急種に分類されている。

## 分類と名称
カール・フォン・リンネによって『自然の体系』第10版の中で Sparus dentex として記載された。タイプ産地は大西洋と地中海とされた。1814年にジョルジュ・キュヴィエは本種を模式種としてキダイ属を設立した。キダイ亜科に分類する場合もあるが、『Fishes of the World』第5版ではタイ科に亜科を認めていない。従来スズキ目に分類されていたが、『Fishes of the World』第5版ではタイ目に分類されている。
属名も種小名も「大きな歯」という意味で、犬歯のような歯列のうち、外側かつ前部の列が最も大きくなっていることを示している。

## 形態
背鰭棘条は11本で、第1棘から第4-5棘にかけて長さが増し、第6-12棘までは長さがほぼ等しく、背鰭軟条は11-12本である。臀鰭は3棘と7-9軟条から成る。体型は側扁した楕円形である。頭部背側の輪郭は、成魚では滑らかな丸みを帯びているが、幼魚ではほぼ直線的で、大型個体ではわずかに凸状になっている。目は小さく、その下の空間は広い。頬には鱗があり、前鰓蓋も後縁を除いて鱗に覆われる。口は頭部の低い位置にあり、わずかに上を向いている。歯は数列あり、全て犬歯に似ており、前部の歯が最も発達する。若い個体は灰色がかっており、体側面上部に黒い斑点があるが、成長するにつれて体色はピンク色に変わり、大型個体は青みがかった灰色で、斑点が不明瞭になる。全長は通常50cm、最大で100cmに達し、最大体重は14.3kgである。

## 分布と生息地
ビスケー湾からモーリタニアまでの北東大西洋、およびカナリア諸島とマデイラ諸島に分布し、ブリテン諸島以北では珍しい。地中海と黒海西部でも見られる。水深200mまで生息する底魚だが、一般的には沿岸の水深15-50mの砂地や岩場で見られる。

## 生態
活発な捕食者であり、魚、軟体動物、頭足類を捕食する。通常単独で生活するが、春の繁殖期の数週間は群れを作る。繁殖期には表層近くの暖かい場所で2-3 週間集団生活を行う。マヨルカ島沖で行われた研究では、雌雄の大きさに違いはなく、産卵は春に行われ、雌雄ともに2-4歳で性成熟することが明らかになった。ほとんどは雌雄異体だが、雌雄同体の記録もある。成魚は単独で生活するが、幼魚は群れを作る。

## 人との関わり
食用魚として重宝され、商業価値は高い。しかし寿命が長く、成長が遅く、体が大きいため、乱獲されやすい。地中海の海洋保護区内では個体数が増加しているものの、保護区外では希少である。漁獲量は1970年代と1980年代に大幅に増加したが、1990年代には30%減少した。地中海と西アフリカでの漁獲量はそれぞれ37%と70%減少した。全体として、総個体数は2009年までの3世代（36年に相当）で30%以上減少したと推定されており、IUCNのレッドリストでは危急種に分類されている。底引網、釣り、罠、刺網で漁獲される。スポーツフィッシングの対象としても人気である。ボスニア・ヘルツェゴビナとスペインでは養殖が行われている。

## 関連文献
- Louisy, Patrick (2006). Trainito, Egidio. ed. Guida all'identificazione dei pesci marini d'Europa e del Mediterraneo. Milan: Il Castello. ISBN 88-8039-472-X